# Контактне число
Контактне число (іноді число Ньютона, у хімії відповідає координаційному числу) — найбільша кількість куль одиничного радіуса, які можуть одночасно дотикатися до однієї такої самої кулі в n-вимірному евклідовому просторі (вважається, що кулі не проникають одна в одну, тобто об'єм перетину двох будь-яких куль дорівнює нулю).
Слід відрізняти контактне число від контактного числа на ґратці — аналогічного параметра для найщільнішого регулярного пакування куль. Обчислення контактного числа в загальному випадку досі є нерозв'язаною математичною задачею.

## Історія
В одновимірному випадку не більше двох відрізків одиничної довжини можуть дотикатися до такого ж відрізка:
У двовимірному випадку можна інтерпретувати задачу як знаходження найбільшого числа монет, що дотикаються до центральної. З малюнка видно, що можна розмістити до 6 монет:
Це означає, що {\displaystyle N(2)\geqslant 6}. З іншого боку, кожне дотичне коло відсікає на центральному колі дугу 60°, і ці дуги не перетинаються, отже {\displaystyle N(2)\leqslant 360/60=6}. Видно, що в даному випадку оцінки зверху і знизу збіглися і {\displaystyle N(2)=6}.

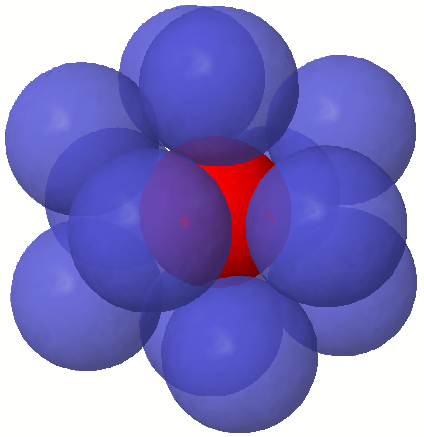
Приклад розташування 12 куль

У тривимірному випадку йдеться про кулі. Тут також легко побудувати приклад з 12 кулями, що дотикаються до центральної — вони розташовані у вершинах ікосаедра — тому {\displaystyle N(3)\geqslant 12}. Ця нижня оцінка була відома ще Ньютону.
Це розташування нещільне, між кулями будуть досить помітні зазори. Оцінка зверху стала причиною відомого спору між Ньютоном і Грегорі 1694 року. Ньютон стверджував, що {\displaystyle N(3)=12}, А Грегорі заперечував, що може статись, що можна розташувати і 13 куль. Він провів обчислення і з'ясував, що площа центральної кулі більше ніж у 14 разів перевищує площу проєкцій усіх дотичних куль, так що {\displaystyle N(3)\leqslant 14}. Якщо ж дозволити змінювати радіуси куль на 2 %, то виявляється можливим притулити до 14 куль.
Лише 1953 року в статті Шютте і ван дер Вардена остаточно встановлено правоту Ньютона, попри відсутність у того суворого доведення.
У чотиривимірному випадку уявити собі кулі досить складно. Розміщення 24 чотиривимірних сфер навколо центральної було відоме давно[джерело?]. Воно настільки ж правильне, як і в двовимірному випадку і є розв'язком одночасно й задачі про контактне число на ґратці. Це те саме розміщення, що й у цілих одиничних кватерніонів.
У явному вигляді на це розташування вказав у 1900 році Госсет. Ще раніше його знайшли (в еквівалентній задачі) в 1872 році російські математики Коркін і Золотарьов. Це розташування дало оцінку знизу {\displaystyle N(4)\geqslant 24}.
Спроби оцінити це число зверху привели до розвитку тонких методів теорії функцій, але не давали точного результату. Спочатку вдалося довести, що {\displaystyle N(4)\leqslant 26}, Потім вдалося знизити верхню межу до 25. У 2003 році російський математик Олег Мусін довів, що {\displaystyle N(4)=24}.
У розмірностях 8 і 24 точну оцінку отримано в 1970-і роки. Доведення ґрунтується на рівності контактного числа і контактного числа на ґратці в цих розмірностях: ґратки E8 (для розмірності 8) і ґратки Ліча (для розмірності 24).

## Відомі значення та оцінки
Нині точні значення контактних чисел відомі тільки для {\displaystyle n\leq 4}, А також для {\displaystyle n=8} і {\displaystyle n=24} . Для деяких інших значень відомі верхні і нижні оцінки.
| Розмірність | Нижня межа | Верхня межа |
| ----------- | ---------- | ----------- |
| 1           | 2          | 2           |
| 2           | 6          | 6           |
| 3           | 12         | 12          |
| 4           | 24         | 24          |
| 5           | 40         | 44          |
| 6           | 72         | 78          |
| 7           | 126        | 134         |
| 8           | 240        | 240         |
| 9           | 306        | 364         |
| 10          | 500        | 554         |
| 11          | 582        | 870         |
| 12          | 840        | 1 357       |
| 13          | 1 154      | 2 069       |
| 14          | 1 606      | 3 183       |
| 15          | 2 564      | 4 866       |
| 16          | 4 320      | 7 355       |
| 17          | 5 346      | 11 072      |
| 18          | 7 398      | 16 572      |
| 19          | 10 688     | 24 812      |
| 20          | 17 400     | 36 764      |
| 21          | 27 720     | 54 584      |
| 22          | 49 896     | 82 340      |
| 23          | 93 150     | 124 416     |
| 24          | 196 560    | 196 560     |

## Застосування
Задача має практичне застосування в теорії кодування[джерело?].